# Марьевский сельский совет (Запорожская область)
Марьевский сельский совет (укр. Мар'ївська сільська рада) — входит в состав
Запорожского района
Запорожской области
Украины.
Административный центр сельского совета находится в 
с. Марьевка.

## Населённые пункты совета
- с. Марьевка
- с. Новосергеевка
- с. Смоляное
- с. Уделенское